# 元史譯文証補
元史譯文証補是清朝洪钧撰写的关于元朝（包含蒙古帝国）的史书，是中国第一部靠翻译外国史料撰写的元朝历史书。共三十卷，书未成，洪钧就去世了，故有十卷只有目录没有内容。

## 撰写
光绪十五年（1889年）开始洪钧出任驻沙俄、德国、奥匈帝国、荷兰四国，發現西方各國蒙古學研究甚豐，此期间见到波斯人拉施德丁的《史集》、瓦萨甫的《伊儿汗史记》、志费尼的《世界征服者史》和瑞典的《多桑蒙古史》，在使馆翻译金楷利(Kreyer)等人帮助下，节译有关章节，洪钧总结整理，对《元史》考证正误，补充内容。其间夹注洪钧的“补证”。尤详于大蒙古国史事，例如蒙古军西征及四大汗国（钦察汗国、察合台汗国、窝阔台汗国、伊儿汗国）、蒙古诸王权力之争；对元史人物、西域列传增加内容。

## 价值
本书以前，补写元史的有胡粹中《元史续编》、魏源《元史新編》、邵遠平《元史類編》，但都未参考外国史书。本书首开以外国史料考证元史之记录，当时为学者所推崇，引起中國參考西書重修元史之風。但本书来源皆为转译、节译，故不合原作之处颇多。现在《史集》、《多桑蒙古史》、《世界征服者史》已有汉译本，故该书除一部分考证外，价值已经不大。